# Ferrari 365 GT4 2+2

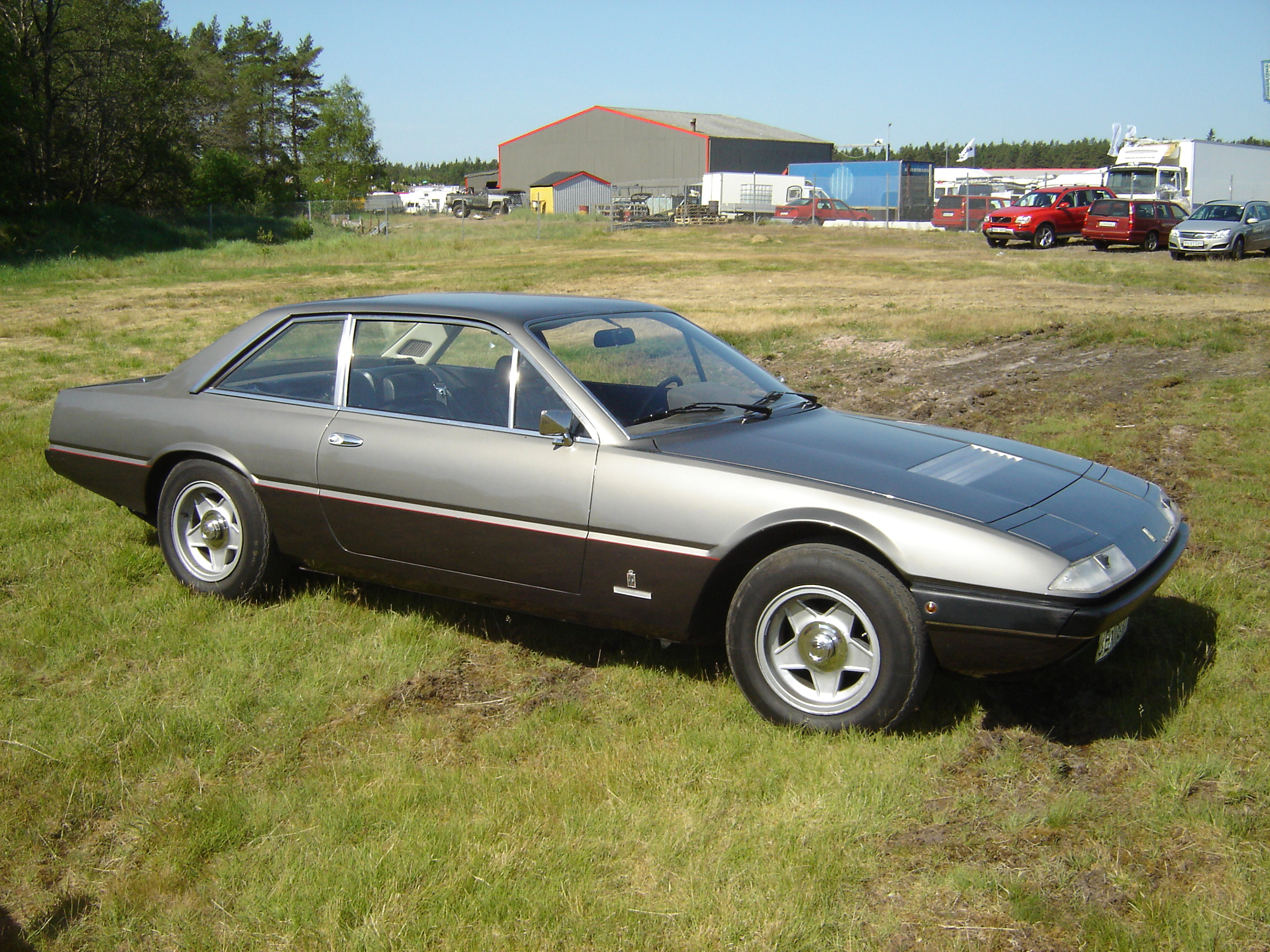
Ferrari 365 GT4 2+2

El Ferrari 365 GT4 2 + 2, el Ferrari 400 y el Ferrari 412 (Tipo F101) son grandes turismos de motores delanteros V12 2 + 2  hechos por el fabricante italiano Ferrari entre 1972 y 1989. Los tres coches están estrechamente relacionados, usando el mismo cuerpo, el chasis y el motor los cuales se han modificado a lo alrgo del tiempo haciendolos esteticamente mas elegantes y agresivos al mismo tiempo.
Siguiendo la práctica de Ferrari, sus designaciones numéricas se refieren al desplazamiento de un solo cilindro de sus motores expresado en centímetros cúbicos. El 365 GT4 2 + 2 fue introducido en 1972 para substituir el 365 GTC / 4. A continuación, evolucionó en el 400, el primer Ferrari disponible con una transmisión automática.
En 1979 el 400 fue sustituido por el 400 i con inyección de combustible. Este mejoró en el 412 de 1985 a 1989, poniendo fin a la serie de producción más larga de Ferrari.
Aunque la opción de una transmisión automática y el cumplimiento de las emisiones estadounidenses indican que puede haber sido diseñado para el mercado estadounidense, ninguna versión de estos grandes turistas nunca fue oficialmente importada allí.
- Datos: Q1407683
- Multimedia: Ferrari 365 GT4 2+2 / Q1407683